# Aleuroplatus liquidambaris
Aleuroplatus liquidambaris là một loài côn trùng cánh nửa trong họ Aleyrodidae, phân họ Aleyrodinae.
Aleuroplatus liquidambaris được Takahashi miêu tả khoa học đầu tiên năm 1941.